# Пономарёв, Игорь Александрович (предприниматель)
Игорь Александрович Пономарёв (17 октября 1965, Кишинёв, Молдавская ССР, СССР — 19 января 2010, Москва, Россия) — российский предприниматель, основатель группы компаний Genser, занимающейся розничной продажей иномарок.

## Биография
Родился 17 октября 1965 года в Кишинёве.
В 1988 году закончил Московский государственный технический университет им. Н. Э. Баумана, в 1990 году — аспирантуру этого университета, а в 2005 получил диплом MBA в Высшей школе экономики.
В 1991 году с своим компаньоном, Владимиром Прониным, основали компанию «Дженсер сервис», которая впоследствии превратилась в группу компаний Genser. Сначала занимался тем, что продавал перевезённые из Германии подержанные автомобили, затем вместе с компаньоном стал перегонять новые автомобили Saab из Вены. Далее начал открывать дилерские центры в Москве, первым из которых стал Saab. С 1992 по 2007 занимал должность финансового директора, а с 2007 и до своей смерти в 2010 году являлся председателем совета директоров Genser. Игорь Пономарёв входил в рейтинг 1000 самых профессиональных менеджеров России по версии издательского дома Коммерсантъ. Стал победителем конкурса «Лучший риск-менеджер в России в 2006 году». Во многом благодаря его работе Genser оставалась привлекательной для инвестиций даже в период кризиса. Был автором колонок для журнала Финанс, вёл блог в ЖЖ. Являлся одним из 500 богатейших людей России, его состояние оценивалось в $70 млн.
19 января 2010 года скончался в Москве на 45-м году жизни после продолжительной болезни.